# Feliu-Joan Guillaumes i Ràfols
Feliu-Joan Guillaumes i Ràfols (Camprodón, 5 de diciembre de 1962-30 de septiembre de 2024) fue un político español, diputado por Barcelona en el Congreso de los Diputados durante las V, X y XII legislaturas.

## Biografía
Licenciado en Filosofía y Letras, y máster en Funcionarios Directivos de la Generalidad de Cataluña. Hizo estancias de estudios en Francia y Estados Unidos. Trabajó como Funcionario del Cuerpo Superior de Administración de la Generalidad y como director de recursos humanos del Ayuntamiento de San Cugat del Vallés. 
Militante de Convergencia Democrática de Cataluña desde 1978, fue miembro fundador de la Joventut Nacionalista de Catalunya (de la que fue presidente entre 1990 y 1994), de la Federación Nacional de Estudiantes de Cataluña y de la Internacional de Jóvenes Nacionalistas.
En 1995 sustituyó en su escaño a Rafael Hinojosa y Lucena, elegido diputado en las elecciones generales españolas de 1993. En las elecciones municipales de 2011 fue elegido segundo teniente de alcalde del Ayuntamiento de Mollet del Vallès y portavoz de CiU. En las elecciones generales de 2011 fue elegido diputado por Barcelona en el Congreso de los Diputados, y en abril de 2017 sustituyó en su escaño a Francesc Homs i Molist.